# Frank Hoppmann

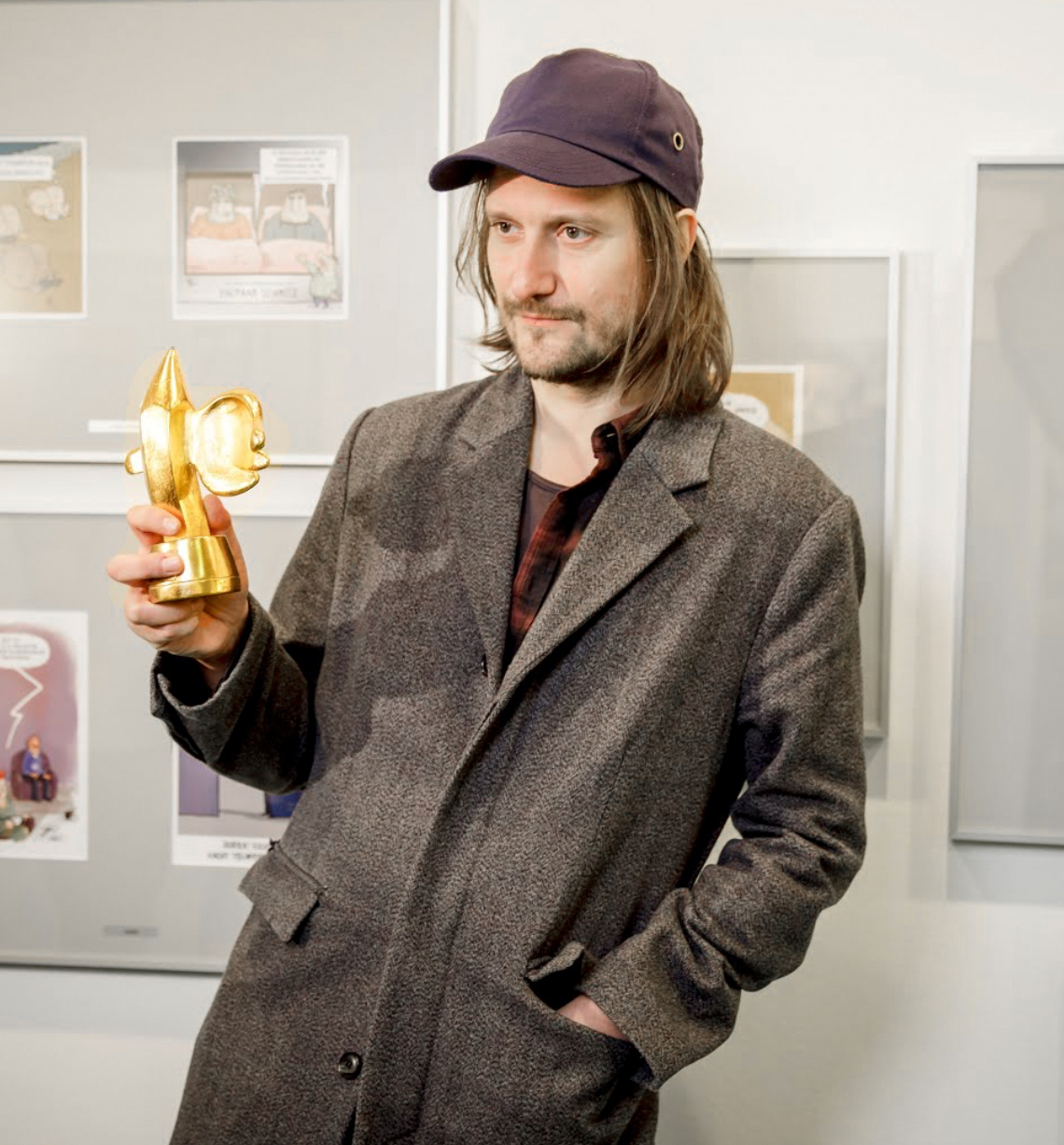
Frank Hoppmann gewinnt 2017 den Deutschen Karikaturenpreis in Dresden

Frank Hoppmann (* 2. April 1975 in Lingen) ist ein deutscher Zeichner, Karikaturist und Illustrator.

## Leben
Hoppmann wuchs im emsländischen Emsbüren auf und besuchte in Lingen (Ems) das Gymnasium Georgianum. Nach dem Abitur 1994 studierte er Design mit den Schwerpunkten Zeichnen, Illustration und Druckgrafik an der Fachhochschule Münster. Während des Studiums widmete er sich ausgiebig der Zeichnerei, arbeitete u. a. als Gerichtszeichner für Fernsehanstalten und Tageszeitungen. Bereits 1997 veröffentlichte er erste Zeichnungen in dem Satiremagazin Eulenspiegel.
2002 machte er sein Diplom mit dem Thema „Spirituosenliebhaberei hat viele Gesichter“, eine satirisch, gesellschaftskritische Serie mit über 50 großformatigen Porträts und rund 200 Skizzen von betrunkenen Frauen und Männern.
Seit 2002 ist er freiberuflich als Zeichner tätig.
2005 bekam er in Plauen den e.o.plauen-Förderpreis. Dort fand die erste Begegnung mit dem Zeichner Tomi Ungerer statt, der den Hauptpreis erhielt. Heute hängt ein Bild von Hoppmann im Museum Tomi Ungerer-Internationales Zentrum für Illustration in Straßburg. Dabei handelt es sich um ein Porträt Tomi Ungerers.
2007 erhielt er das Künstlerstipendium der Emsländischen Landschaft e.V.; damit verbunden waren längere Arbeitsaufenthalte auf Schloss Clemenswerth und in einer Nordhorner Stadtpark-Villa. Es folgten Ausstellungen und Ausstellungsbeteiligungen im In- und Ausland.
2008 lud ihn F.W. Bernstein ein, an seiner Jubiläumsausstellung zum 70. Geburtstag teilzunehmen.
Im Herbst 2012 wurde er mit einem Band in der Reihe „Meister der komischen Kunst“ geehrt. Diese Bibliothek stellt die bedeutendsten deutschsprachigen Künstler vor, die mit Zeichenstift, Pinsel und Wortmächtigkeit das Zeitgeschehen und unsere Gesellschaft seit etwa 1950 begleiten, erläutern und das Komische mit gebotener Ernsthaftigkeit aufzeichnen. Damit steht er in einer Reihe neben F.K. Waechter, Chlodwig Poth, Ernst Kahl, Gerhard Glück, Marie Marcks, Robert Gernhardt, Rudi Hurzlmeier, F.W. Bernstein oder Hans Traxler.
2015 entwickelte der Berliner Schaltzeit Verlag in Zusammenarbeit mit der Autorin Dörte Grimm und Frank Hoppmann das Kinderbuch „Die Abenteuer von Pit und Peggs – Die Reise zur Blumenparade“. Ursprünglich handelte es sich um eine Kindergeschichte für einen Zeichentrickfilm aus dem Jahre 1936, konzipiert von dem Jüdischen Maler Felix Nussbaum gemeinsam mit seinem Freund Michael Loewen. Der Trickfilm mit den Figuren Pit und Peggs kam allerdings nie zustande. Aber 29 Schwarzweiß-Fotografien der Originalzeichnungen sind erhalten geblieben.
Frank Hoppmann lebt und arbeitet in Münster. Er zeichnet für Zeitschriften und Magazine, darunter die Welt am Sonntag, das Rolling-Stone-Magazin, das Satiremagazin Eulenspiegel, das Manager Magazin, weitere Veröffentlichungen erfolgten u. a. für den Stern oder die Süddeutsche Zeitung.

## Auszeichnungen
- 2005: Förderpreis des e.o.plauen Preises
- 2005: Vinum et Litterae, 1. Platz (österreichischer Preis für Wein und Literatur)
- 2005: Rückblende, 2. Platz Kategorie: Karikaturen
- 2007: Künstlerstipendium Emsländische Landschaft e.V.
- 2008: Austrian Cartoon Award, Internationaler Karikaturwettbewerb, 2. Platz
- 2009: Deutscher Cartoonpreis, 1. Platz
- 2011: Lobenswerte Erwähnung bei der 26. Biennale Internationale des Humors in der Kunst der Stadt Tolentino in Italien
- 2011: Shortlist-Platzierung beim internationalen LICC Kunstpreis 2011 in London
- 2012: Award of Excellence des European Newspaper Awards in der Kategorie Illustration
- 2014: Auszeichnung vom Art Directors Club Deutschland (ADC) e.V.
- 2014: Merit Award vom „3x3 magazine“, New York
- 2014: AWARD OF EXCELLENCE von der SOCIETY FOR NEWS DESIGN in der Kategorie Illustration
- 2016: Shortlist-Platzierung beim internationalen LICC Kunstpreis 2016 in London
- 2016: Merit Award vom 3x3 magazine, New York für die Donald-Trump-Illustration in der Los Angeles Times
- 2017: AWARD OF EXCELLENCE von der SOCIETY FOR NEWS DESIGN für die Donald-Trump-Illustration
- 2017: Gesamtsieger beim Deutschen Karikaturenpreis
- 2017: Gewinner der Goldmedaille beim internationalen Illustrationswettbewerb IJUNGLE-AWARD, Kategorie Editorial
- 2018: Stipendienpreis des Sokol-Preis für digitale Karikatur, kritische Zeichenkunst und Satire, Krems, Niederösterreich
- 2018: Großer Thomas-Nast-Preis
- 2020: Gesamtsieger/Grandprix beim World Press Cartoon in Lissabon, Portugal, für das Porträt „Boris Johnson“, 2019: ebenfalls den ersten Preis in der Rubrik „Porträt“
- 2022: Zweiter Preis beim World Press Cartoon in Lissabon, Portugal, für das Porträt "Bolsonaro", 2021

## Buchveröffentlichungen
- Politköpfe. Satirische Porträts von Frank Hoppmann. Katalog zur Ausstellung im Niedersächsischen Landtag. Dom Buchhandlung. Osnabrück. 2012. ISBN 978-3-925164-58-3.
- Animalism. Ausstellungskatalog. Verlag Antje Kunstmann. München 2017. ISBN 978-3-95614-222-2.
- HOPPMANN, Gebundene Ausgabe. Göttinger Verlag der Kunst 2023. ISBN 978-3945869185

## Einzelausstellungen (in Auswahl)
- 2005
  - „Portraits“, e.o.plauen-Förderpreisausstellung, Galerie im Malzhaus, e.o.plauen-Galerie
  - „Zeichnungen – Illustrationen – Karikaturen“, 30 Jahre Emsbürener Musiktage
- 2007
  - „Karikaturen – Illustrationen – Zeichnungen“, Kunst im Kreishaus, Nordhorn
  - „Portraits“, Museum des Landkreises Osnabrück, Bersenbrück
- 2008
  - „Übertreibung – Verfremdung – Groteske“, Emslandmuseum Schloss Clemenswerth, Sögel
  - „Hessenköpp – F.W. Bernstein und Frank Hoppmann“, Caricatura – Galerie für Komische Kunst, Kassel
  - „Köpfe: Von Kohl bis Cash“, Haus der Niederlande, Münster
- 2010: „Charakterköpfe – Satirische Porträts von Frank Hoppmann“, Brandenburgische Landeszentrale für politische Bildung
- 2012: „Politköpfe – Satirische Porträts von Frank Hoppmann“, Niedersächsischer Landtag Hannover
- 2017: „Vis–à–vis–à–vis“ Satirische Portraits deutscher Bundeskanzler und französischer Präsidenten nach 1945 im Simplicissimus-Haus Renchen
- 2017: „Die Wunderwelt der Bilder“, e.o.plauen & Frank Hoppmann, Galerie e.o.plauen, Erich-Ohser-Haus, Plauen
- 2017: „Animalism“, Caricatura Museum für Komische Kunst, Frankfurt am Main
- 2018: „Frank Hoppmann“, Altes Rathaus, Göttingen
- 2020: „Frank Hoppmann“, Karikaturmuseum, Krems
- 2021: „FRANK HOPPMANN / MICHEL KICHKA - DANS LA LIGNE DE TOMI UNGERER“, Museum Tomi Ungerer, Straßburg